# Jakunowo
Jakunowo (deutsch Jakunowen, 1929 bis 1945 Angertal) ist ein Dorf in der polnischen Woiwodschaft Ermland-Masuren, das zur Stadt- und Landgemeinde Węgorzewo (Angerburg) im Powiat Węgorzewski (Kreis Angerburg) gehört.

## Geographische Lage
Jakunowo liegt im Nordosten der Woiwodschaft Ermland-Masuren am östlichen Ufer der Angerapp (polnisch Węgorapa). Die Kreisstadt Węgorzewo (Angerburg) liegt fünf Kilometer südlich.

## Geschichte
Das damals Daimelauken genannte kleine Dorf wurde im Jahre 1438 gegründet. Im 16. Jahrhundert Daimlack, nach 1785 Jackunowen und bis 1929 Jakunowen genannt, kam der Ort mit seinem Gut und Park 1874 zum Amtsbezirk Paulswalde (polnisch Pawłowo), der bis 1945 zum Kreis Angerburg im Regierungsbezirk Gumbinnen der preußischen Provinz Ostpreußen gehörte.
Im Jahr 1910 waren im Gutsbezirk Jakunowen 199 Einwohner registriert. Am 19. Mai 1913 wurde der Gutsbezirk in eine Landgemeinde umgewandelt. Die Zahl der Einwohner sank bis 1933 auf 189 und belief sich 1939 noch auf 173. Aus ideologisch-politischen Gründen der Vermeidung fremdländisch klingender Ortsnamen erhielt Jakunowen am 3. Juni (amtlich bestätigt am 16. Juli) des Jahres 1938 die Umbenennung in „Angertal“.
In Kriegsfolge wurde der Ort 1945 mit dem gesamten südlichen Ostpreußen nach Polen überstellt und erhielt die polnische Namensform „Jakunowo“. Heute ist das Dorf Sitz eines Schulzenamt (polnisch Sołectwo) und ein Ortsteil der Stadt- und Landgemeinde Węgorzewo im Powiat Węgorzewski, vor 1998 zur Woiwodschaft Suwałki, seither zur Woiwodschaft Ermland-Masuren zugehörig.

## Religionen
Vor 1945 war Jakunowen resp. Angertal in die evangelische Pfarrkirche Angerburg im Kirchenkreis Angerburg in der Kirchenprovinz Ostpreußen der Kirche der Altpreußischen Union sowie in die katholische Angerburger Kirche Zum Guten Hirten im Dekanat Masuren II (Sitz: Johannisburg, polnisch Pisz) im damaligen Bistum Ermland eingepfarrt.
Heute gehören die katholischen Einwohner Jakunowos zur Kreuzerhöhungskirche in Olszewo Węgorzewskie im Dekanat Węgorzewo im jetzigen Bistum Ełk (Lyck) der Römisch-katholischen Kirche in Polen. Die evangelischen Kirchenglieder gehören zur Gemeinde in Węgorzewo, jetzt eine Filialgemeinde der Pfarrei in Giżycko (Lötzen) in der Diözese Masuren der Evangelisch-Augsburgischen Kirche in Polen.

## Persönlichkeiten
- Hanna Bieber-Böhm (* 6. Februar 1851 in Jakunowen; † 15. April 1910 in Berlin), Vertreterin der bürgerlichen Frauenbewegung

## Verkehr
Jakunowo ist von der polnischen Landesstraße DK 63 (einstige deutsche Reichsstraße 131) von Maćki (Schönbrunn) aus über Stulichy (Stullichen) zu erreichen. Außerdem endet in Jakunowo eine von Prynowo (Prinowen, 1938 bis 1945 Primsdorf) und Wilkowo (Wilkowen, 1938 bis 1945 Geroldwalde) kommende Straße.
Bis 1945 war Prynowo die nächste Bahnstation und lag an den beiden Bahnstrecken Königsberg–Angerburg und Gumbinnen–Angerburg, die beide seit Kriegsende aufgrund der Ziehung der polnisch-russischen Staatsgrenze unterbrochen und außer Betrieb gestellt worden sind.